# Medical Justice
Medical Justice ist ein amerikanisches Unternehmen, das Ärzte gegen Klagen und schlechte Kritiken schützen soll. Nach eigenen Angaben hat es etwa 2 500 Mitglieder. US-weit bekannt wurde es durch seine Verträge, die Patienten Online-Kritiken von Ärzten verbieten sollen.
Das Unternehmen hat seinen Hauptsitz in Greensboro, North Carolina. Gründer und Geschäftsführer ist der Arzt Jeffrey Segal.

## Prozesshilfe
Medical Justice bietet ihren Kunden, die es als Mitglieder bezeichnet, verschiedene Pläne an, die gegen Kunstfehlerprozesse helfen sollen. Dabei vermittelt es Anwälte, Gutachter und berät Ärzte in ihrem sonstigen Verhalten, falls ein Prozess droht. Ebenso stattet es Ärzte mit Standardverträgen aus, die die Patienten dazu zwingen, nur Gutachter aus einer bestimmten Gruppe zu wählen. Der Service kostete 2007 zwischen 600 und 1 800 US-Dollar im Jahr. Ebenso strengt es Gegenklagen gegen die Patienten an, falls diese sich rechtlich gegen Kunstfehler wehren wollen.

## Onlinekritiken
Medical Justice hat ein Programm gegen Online-Kritiken im Jahr 2007 gestartet, und im Laufe der Jahre verschiedene Methoden versucht, um dieses Ziel zu erreichen. 2009 war es eine Art Geheimhaltungsvertrag. Medical Justice gibt Ärzten ein Standardformular für deren Patientenvertrag, das die Patienten vor Behandlungsbeginn unterschreiben müssen. Die Patienten überschreiben nach der Interpretation von Medical Justice ihre Urheberrechte an potenziellen Kritiken dem behandelnden Arzt. Medical Justice sendet dann wiederum eine Takedown Notice nach dem DMCA an den Anbieter der Website, um die Kritik wegen Urheberrechtsverletzung zu entfernen.
Wie weit das System wirklich bei Ärzten im Einsatz ist, ist unbekannt, da es keine planmäßige Bestandsaufnahme gibt. 2009 gab Medical Justice an, dass etwa 1 000 Ärzte Planmitglieder waren, und mehrere hunderttausend Patienten den entsprechenden Vertrag unterzeichnet hätten. Sowohl Yelp als auch RateMDs.com berichten von erfolglosen Versuchen, Kritiken unter Berufung auf die Medical-Justice-Verträge entfernen zu lassen. Unbekannt ist, inwieweit die Bestimmungen Patienten allein von ihren Kommentaren abschrecken.
Bisher ist noch kein Prozess aufgrund der Patientenverträge geführt worden. Es ist zweifelhaft, ob der Vertrag zwischen Arzt und Patient vor einem amerikanischen Gericht Bestand hätte. Wendy Weltzer von der Princeton University hält es für unwahrscheinlich, dass die komplette Übertragung der Urheberrechte in so einem Fall legal ist. Selbst für den Fall, dass dem so sein sollte, würden die Web 2.0-Seiten, auf denen die Kritik steht, vermutlich unter die Fair-Use-Bestimmungen des amerikanischen Urheberrechts fallen.
Das System von Medical Justice ist damit einer von mehreren Versuchen, schlechte Kritiken an Ärzten aus dem Web 2.0 zu verbannen. Bisher scheiterten diese in den USA alle an den Gesetzen zur Meinungsfreiheit und an der Schweigepflicht der Ärzte. Problematisch für die Ärzte ist, dass das Verfahren schlechte falsche Kritiken durch Wettbewerber und andere eben nicht verhindert, da diese nie einen Patientenvertrag unterschreiben. Sollten sie trotzdem versuchen, diese entfernen zu lassen, drohen Strafen nach dem DMCA. Die Rechtswissenschaftler Jason Schultz und Eric Goldman riefen die Website Doctored Reviews ins Leben, um Ärzte und Patienten über die Urheberrechte in solchen Fällen aufzuklären.